# Danilo Pavlovics Szkoropadszkij
Danilo Pavlovics Szkoropadszkij (ukránul: Данило Павлович Скоропадський; Szentpétervár, 1904. február 13. – London, 1957. február 23.) mérnök, ukrán közéleti személyiség, Pavlo Szkoropadszkij hetman fia, 1948–1957 között az ukrán monarchista mozgalom vezetője volt.
1918-ban, az Ukrán Állam (Hetmanátus) idején az Első Kijevi Gimnáziumban tanult. A Hetmanátus bukása után, 1919-ben a családnak el kellett hagynia Ukrajnát. Először Svájcba ment családjával, majd a Német Birodalomban éltek. 1939-ben Danilo Angliába költözött.
1932-től apja mellett segédkezett az ukrán monarchista mozgalom szervezésében. A második világháború után aktívan részt vett Nagy-Britanniában az ukrán emigráns mozgalom tevékenységében. 1948-ban, apja halála után a monarchista mozgalom vezetője lett. 1957. február 23-án hunyt el Londonban, miután a KGB egyik ügynöke megmérgezte.